# نبردناو کلاس ویتلزباخ
بتل‌شیپ کلاس وایتلزبچ (به انگلیسی: Wittelsbach-class battleship) یک کلاس از کشتی است که طول آن ۱۲۶٫۸ متر (۴۱۶ فوت ۰ اینچ) می‌باشد.